# Вікторі-Гарденс (Нью-Джерсі)
Вікторі-Гарденс (англ. Victory Gardens) — місто (англ. borough) в США, в окрузі Морріс штату Нью-Джерсі. Населення — 1582 особи (2020).

## Географія
Вікторі-Гарденс розташоване за координатами 40°52′34″ пн. ш. 74°32′37″ зх. д. / 40.87611° пн. ш. 74.54361° зх. д. (40.876145, -74.543502).  За даними Бюро перепису населення США в 2010 році місто мало площу 0,38 км², уся площа — суходіл.

## Демографія
Згідно з переписом 2010 року, у селищі мешкало 1520 осіб у 533 домогосподарствах у складі 398 родин. Було 566 помешкань
Расовий склад населення:
| - 58,5 % — білих - 16,3 % — чорних або афроамериканців - 2,4 % — азіатів - 0,7 % — корінних американців - 17,4 % — осіб інших рас |

До двох чи більше рас належало 4,7 %. Частка іспаномовних становила 63,0 % від усіх жителів.
За віковим діапазоном населення розподілялося таким чином: 26,4 % — особи молодші 18 років, 67,3 % — особи у віці 18—64 років, 6,3 % — особи у віці 65 років та старші. Медіана віку мешканця становила 33,3 року. На 100 осіб жіночої статі у селищі припадало 92,4 чоловіків;  на 100 жінок у віці від 18 років та старших — 90,8 чоловіків також старших 18 років.
Середній дохід на одне домашнє господарство  становив 49 509 доларів США (медіана — 39 811), а середній дохід на одну сім'ю — 48 022 долари (медіана — 39 667). Медіана доходів становила 35 556 доларів для чоловіків та 30 645 доларів для жінок. За межею бідності перебувало 25,2 % осіб, у тому числі 42,3 % дітей у віці до 18 років та 9,9 % осіб у віці 65 років та старших.
Цивільне працевлаштоване населення становило 874 особи. Основні галузі зайнятості: освіта, охорона здоров'я та соціальна допомога — 18,9 %, мистецтво, розваги та відпочинок — 17,4 %, науковці, спеціалісти, менеджери — 16,7 %.